# Pablo de Valladolid
Pablo de Valladolid es un cuadro de Diego Velázquez (Sevilla, 1599 – Madrid, 1660) pintado para el Palacio del Buen Retiro de Madrid y conservado en el Museo del Prado desde 1827. Pertenece al grupo de retratos de bufones y «hombres de placer» de la corte pintados por Velázquez para decorar estancias secundarias y de paso en los palacios reales, en los que, dado su carácter informal, el pintor pudo ensayar nuevos recursos expresivos con mayor libertad que en los retratos oficiales de la familia real, con su carga representativa.

## Historia
El retrato fue inventariado en 1701 en el Palacio del Buen Retiro como «retrato de Vn Bufón Con golilla que se llamó Pablillo, el de valladolid de mano de Velázquez», tasado con su marco negro en 25 doblones. El inventario lo menciona junto con otros cinco retratos de bufones, todos de mano de Velázquez, de los que dos al menos pueden identificarse con seguridad con obras conservadas: los bufones llamados Barbarroja y Don Juan de Austria. Según Jonathan Brown y John H. Elliott, los seis retratos podrían haber sido pintados entre 1633 y 1634 y formarían una serie destinada a decorar los aposentos privados de la reina en el Buen Retiro, fundándose en un recibo del 11 de diciembre de 1634 por el cual Velázquez cobraba por un número de cuadros que no se especifica, como tampoco sus asuntos, destinados al adorno de las alcobas de palacio, tesis contestada por José López-Rey que niega tanto el carácter seriado del grupo como su destino en palacio, en una especie de «pieza de los bufones», y discute sus fechas de ejecución, apuntando para el Pablo de Valladolid una datación en torno a 1636-1637.
Su localización concreta en palacio la da Antonio Palomino, quien acusando cierto aristocratismo pasó por alto gran parte de estos retratos y tras enumerar nominalmente cada uno de los personajes de relieve que habían posado ante el pintor, apuntó en 1724, sin mayor pormenorización: «sin otros muchos retratos de sujetos célebres, y de placer, que están en la escalera, que se sale al jardín de los Reinos en el Retiro; por donde Sus Majestades bajan a tomar los coches».
En 1772 y 1794 fue inventariado en el Palacio Real de Madrid junto con el retrato del bufón Don Juan de Austria, sin mencionar el nombre del sujeto retratado. Pasó a la Real Academia de Bellas Artes de San Fernando en 1816, donde se conocía como «Retrato de un alcalde», y en 1827 al Museo del Prado, figurando en su catálogo de 1828 como «Retrato desconocido». Cuando Édouard Manet, de viaje por España en 1865, escribió sobre él a Henri Fantin-Latour, elogiando la «desaparición» del fondo, lo llamó «Retrato de un actor célebre en tiempo de Felipe IV», dada su apariencia declamatoria.
Un «retrato entero de Pablillos, de Velázquez», quizá copia o réplica del presente, se encontraba en la colección de Diego Messía, marqués de Leganés al constituirse el mayorazgo en 1642 y volvió a ser mencionado, de igual modo, en el inventario realizado a su muerte en 1655, junto con otros retratos de bufones, entre ellos uno de Don Juan de Austria, sin nombre de autor, y otro de «calabaças con un turbante» que se decía también de Velázquez y correspondería a un original perdido.

## Descripción
Pablo —o Pablos— de Valladolid nació en Vallecas, según consta por su partida de defunción, posiblemente en 1587, hijo de Hernando de Valladolid y María Cabezudo. En 1599, cuando tendría 12 años, se le puso bajo la tutela de Mateo Barroso, también vecino de Vallecas. Sus servicios a la corte están documentados desde 1633, cuando se le dio casa de aposento fuera de palacio, pero es posible que sirviese desde antes de esa fecha. En 1634 Angelo Nardi, pintor de su majestad, se obligó a pagarle cierta cantidad por lo que le tocaba de dicha casa. Testó en 1641 junto con su mujer, Beatriz de Villagrá, declarando conjuntamente que «cuando nos casamos, que habrá ocho años, no se hizo carta de dote porque no tuvimos bienes ningunos de que hacerle». Murió el 1 de diciembre de 1648, según informaba por carta la infanta María Teresa a sor Luisa Magdalena de Jesús, demostrando su afecto por el personaje. Enterrado de favor en la parroquia de San Juan, la partida de defunción le daba título de «criado de su magd»; dejó como herederos de las dos raciones que tenía en palacio a sus hijos y como albacea a Juan Carreño de Miranda, quien vivía en su misma casa, junto a San Gil.
La documentación conservada no indica el tipo de funciones que desempeñaba en palacio, pero su figura elegante —un documento de 1637 indica que se le podía dar un vestido de terciopelo o de paño—, y sin deformidad aparente, es la del «hombre de placer», truhan o «loco discreto» que hacía reír con sus burlas.
El personaje retratado, de cuerpo entero y en pie, con las piernas abiertas en compás, vestido de negro, recoge sobre el pecho la capa con la mano izquierda y extiende el brazo derecho haciendo un gesto declamatorio con la mano, más dibujada de lo que el pintor acostumbraba. La silueta se recorta nítidamente sobre un fondo neutro, sin otra referencia espacial del punto donde apoya los pies que la sombra que proyecta, al prescindir incluso de la línea tenue que en el retrato del infante Don Carlos establecía la separación entre el suelo y la pared. En el contorneado de la figura se aprecian a simple vista las correcciones hechas sobre la marcha, especialmente en la pierna izquierda, que inicialmente era más larga. 
La novedad de representar al personaje en un espacio desvanecido es el rasgo que más veces se ha destacado de este retrato, considerado «revolucionario» por Julián Gállego pues retrata al bufón con recursos más propios de una visión celestial, como si de un santo en levitación sobre un fondo dorado se tratase. El fondo, «gris luminoso», según denunció López-Rey, habría virado en los últimos años a un «ocre abominable» a causa de los barnices y una negligente conservación. El estudio técnico firmado por Carmen Garrido, sin embargo, si bien admite distorsiones en la superficie debidas a los barnices y la suciedad acumulada, señala el marrón como color del fondo, obtenido a base de óxidos de hierro, negro, blanco de plomo y calcita con algunas impurezas de bermellón y una gran cantidad de aglutinante.
La técnica de preparación del lienzo y la aplicación de las pinceladas es en el Pablo de Valladolid y en los restantes retratos de bufones de esta serie, semejante a la empleada en el Cristo crucificado. El fondo de apariencia neutro ha sido pintado por Velázquez a base de pinceladas semitransparentes aplicadas con gran libertad tanto en extensión y soltura como direccional. La ligereza de la pincelada permite además que trasluzca la base blanca aplicada con la misma libertad y muy desigual densidad por zonas, lo que produce un efecto de vibración en el fondo generador del espacio.

## Influencias
En 1865 Édouard Manet visitó España y contempló en el Museo del Prado las obras de Velázquez allí conservadas, causándole una notable impresión. Entre ellas alabó en carta a Henri Fantin-Latour este retrato, del que dijo:

«Quizá el trozo de pintura más asombroso que se haya realizado jamás es el cuadro que se titula Retrato de un actor célebre en tiempo de Felipe IV. El fondo desaparece. Es aire lo que rodea al personaje, vestido todo él de negro y lleno de vida».

Un año después de esta visita pintó El pífano (París, Musée d'Orsay), con recuerdos evidentes del Pablo de Valladolid.